# Forstmuseum Waldpavillon Augsburg

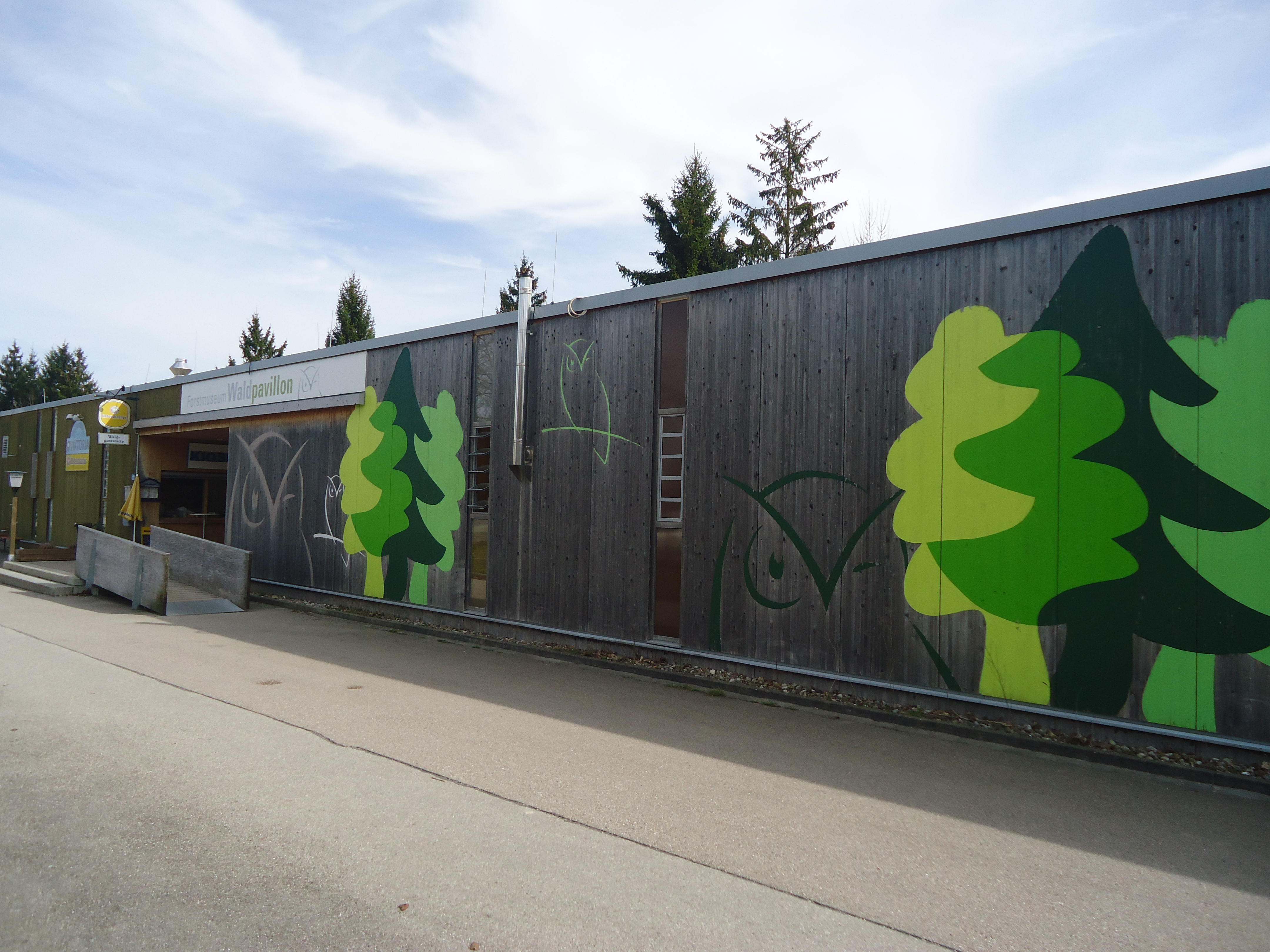
Ansicht des Forstmuseums, 2014

Das Forstmuseum Waldpavillon wird von der Stadtforstverwaltung der Stadt Augsburg betrieben und befindet sich im Stadtteil Hochfeld. Es widmet sich auf einer Ausstellungsfläche von 200 m² den Funktionen und Aufgaben des Augsburger Stadtwaldes.

## Lage
Das Museum befindet sich beim Parkplatz der Bezirkssportanlage Süd an der Ilsungstraße unweit der Siebentischanlagen und des Zoologischen Gartens. Es ist über die Straßenbahnlinie 2 der Stadtwerke Augsburg zu erreichen.

## Ausstellung
Das Forstmuseum Waldpavillon versteht sich als eine Umweltbildungsstätte, die vor allem Kindern und Jugendlichen, daneben aber durchaus auch Erwachsenen Themen aus den Bereichen Wald und Umwelt vermitteln will. Auf einer Fläche von 200 m² werden verschiedene Elemente des Waldes – wie zum Beispiel diverse Baumrinden oder das Trinkwasser, das hier gewonnen wird – ausgestellt, wobei die Ausstellung interaktiv gestaltet ist: Sie lädt zum Anfassen und Ausprobieren ein.
Daneben beherbergt das Museum auch die „Sammlung Sauter“ des ehemaligen Forstoberamtsrates Franz Sauter, der in jahrelanger Eigenleistung eine Vielzahl von floristischen wie faunistischen Exponaten gesammelt hat. Das Freigelände des Waldpavillons umfasst verschiedene Biotope, unter anderem den renaturierten Brunnenbach.
Der Waldpavillon kann selbstständig erkundet und erforscht werden, daneben werden aber auch fachkundige Führungen für größere Gruppen angeboten, an die sich danach ein Gang durch den Augsburger Stadtwald anschließen kann.

## Besondere Veranstaltungen
Neben der eigentlichen Ausstellung finden im Waldpavillon auch regelmäßig besondere Führungen und Aktivitäten statt, die sich mit verschiedenen Themen beschäftigen, die dafür besonders aufbereitet werden. So kann es sich zum Beispiel um Besuche von Biberbauten oder das eigenständige Bauen eines Floßes handeln.